# Teemu Kattilakoski
Teemu Kattilakoski, född  16 december 1977 i Kannus, Finland, är en finländsk längdåkare som har tävlat sedan 1996. Han har medverkat i tre olympiska spel.